# Самоубиство невиности (књига)
Самоубиство невиности (енгл. The Virgin Suicides) је први роман америчког књижевника Џефрија Јуџинидиса  (енгл. Jeffrey Eugenides) (1960) објављен 1993. године. Издање на српском језику објавила је издавачка кућа „Боока“ 2011. године у преводу Александра Милајића.

## О аутору
Џефри Јуџинидис је амерички књижевник грчког порекла рођен у Детроиту 1960. године. Пише кратке и приче и романе.
Објављени романи: Самоубиство невиности (1963), роман преведен на тридесет пет језика; Мидлсекс (2002), увршћен међу сто најбољих књига у последњих четврт века према избору чувеног Waterstone књижарског ланца.; Брачни заплет (2011); Велики експеримент (2017).
Добитник је многих књижевних награда међу којима су Пулицерова награда, награда Гугенхајм фондације, Националне фондације за уметност, Whiting књижевну награду, Harold D. Vursell награду Америчке академије за уметност и књижевност, Награда Ambassador Book Awarda.
Џефри Јуџинидис живи у Принстону, држава Њу Џерси са супругом и ћерком.

## О делу
Радња романа Самоубиство невиности се дешава седамдесетих година прошлог века, смештена у једно америчко предграђе. То је роман у којем је описано како су пет сестара Лисбон у току само једне године одузеле себи животе, једна за другом.
Судбина пет сестара: паметне Терезе, ћудљиве Мери, продуховљене Бони, неукротиве Лакс и бледе, побожне Сесилије, променила је животе људи који су их познавали. И после двадесет година оне остају да живе у сећањима момака који су их некада волели. Сећају се како се породица Лисбон распала, краја и улице у којој су живеле.
Јуџинидис је у овој причи о љубави, страху, сексу, самоубиству, успоменама и машти, дао слику изгубљене младости и невиности.

## Адаптације
По роману је снимљен филм 1999. године у режији Софије Кополе. Сестре Лисбон глуме Кирстен Данст, Еј Џеј Кук, Хана Р. Хол, Лесли Хејман и Челси Свајн. Родитеље играју Кетлин Тарнер и Џејмс Вудс. Психолога тумачи Дени Девито а другове у школи играју Џош Хартнет и Џонатан Такер.